# Hypopyra poeusaria
Hypopyra poeusaria är en fjärilsart som beskrevs av Walker 1860. Hypopyra poeusaria ingår i släktet Hypopyra och familjen nattflyn. Inga underarter finns listade i Catalogue of Life.